# Nantucket Sound

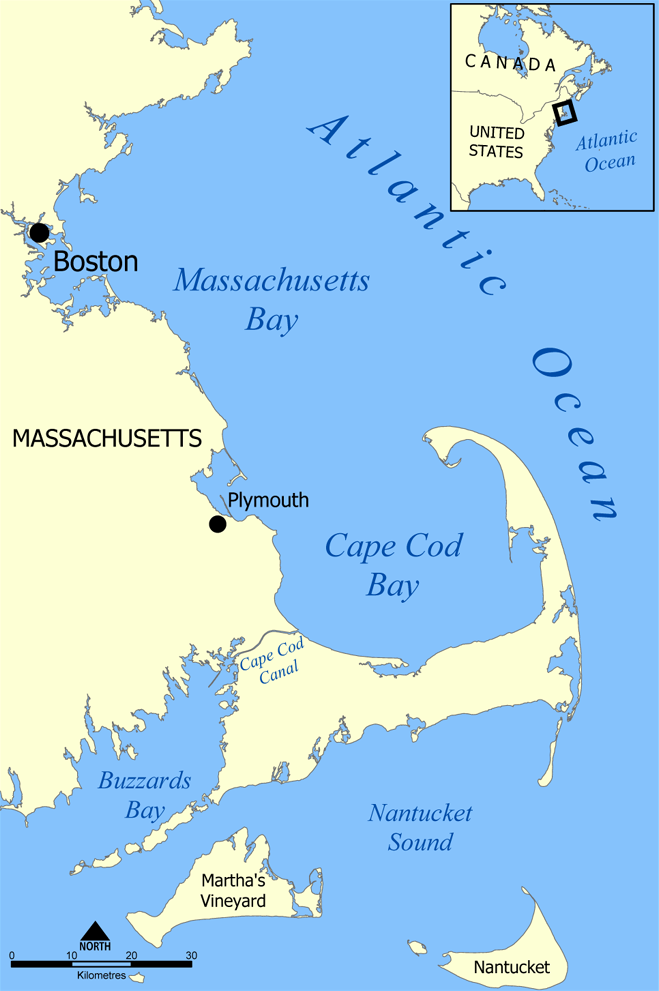
Der Nantucket Sound liegt zwischen Cape Cod, Martha’s Vineyard und Nantucket.

Der Nantucket Sound ist ein nahezu dreieckiges Gebiet im Atlantischen Ozean an der Küste des US-Bundesstaats Massachusetts. Er ist 48 km lang bzw. 40 km breit und wird vom Cape Cod im Norden, von Nantucket im Süden und Martha’s Vineyard im Westen begrenzt. Zwischen Cape Cod und Martha’s Vineyard ist er mit dem Vineyard Sound verbunden. Häfen am Nantucket Sound sind Nantucket und Hyannis.
Der Nantucket Sound besitzt wichtige Meereshabitate für eine Biodiversität ökologisch und ökonomisch wichtiger Arten. Das Gebiet ist darüber hinaus von besonderer Bedeutung für mehrere geschützte Tier- und Pflanzenarten sowie für die Angel- und Industriefischerei.
Das Gewässer liegt am Zusammenfluss des kalten Labradorstroms, der in den warmen Golfstrom fließt. Das erschafft ein einmaliges Küstenhabitat, das den südlichen Bereich der nordatlantischen Arten und den nördlichen Bereich der mittelatlantischen Arten beinhaltet. Der Nantucket Sound hat daher eine hohe Biodiversität und enthält Habitate, die von der offenen See bis zu Salzwiesen und Warmwasserstränden am Cape sowie an Inselküsten reichen.